# San Lorenzo Cacaotepec (kommun)
San Lorenzo Cacaotepec är en kommun i Mexiko.   Den ligger i delstaten Oaxaca, i den sydöstra delen av landet, 400 km sydost om huvudstaden Mexico City.
Följande samhällen finns i San Lorenzo Cacaotepec:
- San Lorenzo Cacaotepec
- Santiago Etla
- Rancho Hacienda Vieja
- San Isidro
- Paraje el Zapotal